# The Last Beat of My Heart
The Last Beat of My Heart è un singolo del gruppo musicale inglese Siouxsie and the Banshees, pubblicato il 21 novembre 1988 come terzo e ultimo estratto dall'album Peepshow.

## Il disco
Il brano è una ballata con archi e fisarmonica. Le parole di Sioux si rivolgono a un amante che la sta lasciando e li chiede di ritornare, dichiarando il suo desiderio di essere "close to you til the last beat of my heart".
In seguito diversi musicisti hanno elogiato la canzone. I  DeVotchKa ne hanno fatto una cover nell'EP del 2006 Curse Your Little Heart e per i Decemberists è una delle loro canzoni preferite di Siouxsie and the Banshees. I Flowers of Hell ne hanno pubblicato una versione sull'album Odes del 2012, sul quale si sente la loro influenza.
The Last Beat of My Heart ha raggiunto il nº 44 della classifica britannica nel dicembre 1988. Una registrazione dal vivo del brano del 1991 ha sostituito la versione del singolo nella compilation del 1992 Twice Upon a Time: The Singles.

### Video
Il video è stato girato in bianco e nero ed è stato registrato solamente in un'unica sequenza. La scena d'apertura è nebbiosa e fuori fuoco. La videocamera si stacca gradualmente e l'immagine acuisce lentamente a rivelare Siouxsie in primissimo piano. La videocamera continua ad arretrare fino a quando finalmente Siouxsie è vista intera, in piedi in una stanza vuota a guardare fuori da una finestra. Mentre Siouxsie rimane sullo sfondo, gli altri membri della band appaiono brevemente in primo piano, prima di scomparire di nuovo.

## Tracce
Testi di Sioux, musiche di Siouxsie and the Banshees, tranne ove indicato.

### 7"
Lato A
1. The Last Beat of My Heart - 4:31 (testo: Severin, Sioux)

Lato B
1. El Dia de los Muertos - 3:35

### 12"
Lato A
1. The Last Beat of My Heart - 4:31

Lato B
1. El Dia de los Muertos - 3:38
2. Sunless - 4:28

### CD
1. The Last Beat of My Heart - 4:27
2. El Dia de los Muertos - 3:33
3. Sunless - 4:21
4. El Dia de los Muertos (Espiritu Mix) - 5:36

## Formazione
- Siouxsie Sioux - voce
- Jon Klein - chitarre
- Steven Severin - basso
- Martin McCarrick – tastiere, pianoforte
- Budgie - batteria, percussioni